# 고흥도화중학교
고흥도화중학교(高興道化中學校)는 대한민국 전라남도 고흥군 도화면 당오리에 있는 공립 중학교이다.

## 학교 연혁
- 1954년 5월 3일 : 흥양중학교 설립 인가
- 1955년 9월 2일 : 개교
- 1978년 1월 5일 : 고흥도화중학교로 개칭
- 2024년 3월 1일 : 제32대 배태진 교장 취임
- 2025년 1월 10일 : 제68회 졸업 3명(총 졸업생수 11,269명)

## 참고 자료
- 고흥도화중학교 - 한국교육학술정보원 학교알리미